# بالبیر سینگ
بالبیر سینگ (به انگلیسی: Balbir Singh) (زاده ۳۱ دسامبر ۱۹۲۳ – درگذشته ۲۵ مه ۲۰۲۰) ورزشکار مرد رشتهٔ هاکی روی چمن اهل کشور هند بود. وی در بین سال‌های ‎۱۹۴۸ تا ۱۹۵۶ میلادی در مسابقات بازی‌های المپیک تابستانی در مجموع ۳ مدال طلا را کسب کرد.